# Departamento de Olancho
Olancho (del nahua: Wilānko ‘Lugar de vasallos’) es un departamento de Honduras. Su cabecera departamental es Juticalpa, siendo el más extenso de todos. Se ubica en la zona oriental del país. La primera cabecera de Olancho fue el municipio de Manto, en la época virreinal.

## Historia
Honduras se independizó de la Corona Española el 15 de septiembre de 1821. En 1822 el territorio de lo que hoy es Olancho se conocía como Partido de Olancho y estaba dirigido por el capitán de las milicias nacionales don Juan Antonio Urmeneta; más tarde, Honduras es declarado un Estado, eligiendo a su primer jefe de Estado, Dionisio de Herrera. 
En la Asamblea Nacional se emitió la primera Constitución Política y se produce la división del territorio nacional, de acuerdo con la cual el departamento de Olancho es creado oficialmente un 28 de junio de 1825. En el año de 1869, el territorio de Olancho fue reducido, debido a que el municipio de Danlí pasó a formar parte del departamento de El Paraíso. 
Olancho fue durante mucho tiempo la región más acaudalada de Honduras debido a su producción ganadera y agrícola. Esto le proporcionaba una gran influencia comercial y política dentro del gobierno de la declarada república de Honduras, a mediados del siglo XIX. Esta influencia comercial daba lugar de manera ocasional en el departamento a luchas de orden político.

### Guerra de Olancho
El 7 de diciembre de 1864 la detención de un diputado de apellido Rosales ocasionó una rebelión en contra de las autoridades máximas del departamento y del gobierno central. Liderados por los coroneles Barahona, Zavala y Antúnez, más de mil rebeldes marcharon con rumbo a Tegucigalpa en 1865.
Ante esta situación el entonces presidente de la república, el general José María Medina, organizó una expedición militar y se puso al frente de ésta, para contrarrestar a los rebeldes. Al final del enfrentamiento, Medina y sus hombres se impusieron sobre los sublevados, capturando a los cabecillas a quienes fusiló, decapitó y enterró. Varios de los pueblos y aldeas del departamento de Olancho fueron quemados junto con sus habitantes y muchos de los rebeldes fueron fusilados y muertos en combate.
Después de este hecho hubo muchas deportaciones y un éxodo masivo de olanchanos hacia otras partes del país, dejando al Departamento de Olancho con una población disminuida. Manto perdió su título de cabecera departamental, la cual fue trasladada a Juticalpa. Tres años más tarde, en 1868, el mozo Serapio Romero, conocido como Cinchonero, se levantó en Juticalpa junto a un grupo de hombres en contra del mayor de la plaza: Nazario Garay.
Ambos hombres sostuvieron un duelo a machetazos, terminando vencedor Serapio Romero. Luego, desafiando al gobierno central, el 'Cinchonero' desenterró las cabezas de los coroneles Barahona, Antúnez y Zavala y les rindió un homenaje póstumo. A esta nueva rebelión, el gobierno respondió enviando un contingente militar, quienes terminaron venciendo, capturando y decapitando a Serapio Romero. Después de estos hechos sangrientos, Olancho pasó a ser un departamento casi despoblado y por ende, tranquilo.

## Geografía
Olancho tiene una superficie de 23 905 km², que en términos de extensión es similar a la de la isla de Cerdeña, en Italia. Se extiende entre los 14° 03' y 15° 35' de latitud norte y los 85° 00' y 86° 59' de longitud oeste. La población de Olancho es de aproximadamente 600 519 personas con una densidad de 25.22 habitantes por km², baja en términos absolutos y relativos.
Es el departamento más extenso de los 18 que componen la República de Honduras. Tiene mayor territorio que las cercanas repúblicas de El Salvador y Belice también mayor extensión que países como Israel y es la cuarta mayor entidad subnacional centroamericana por superficie, después de Petén (35 854 km²) en Guatemala, la Región Autónoma de la Costa Caribe Norte (33 106 km²) y la Región Autónoma de la Costa Caribe Sur (27 260 km²), ambas en Nicaragua. Olancho está ubicado en la parte nororiental del país. Limita al norte con los departamentos de Yoro y Colón; al sur con el departamento de El Paraíso y con la República de Nicaragua; al este con el departamento de Gracias a Dios y al oeste con los departamentos de Francisco Morazán y Yoro.

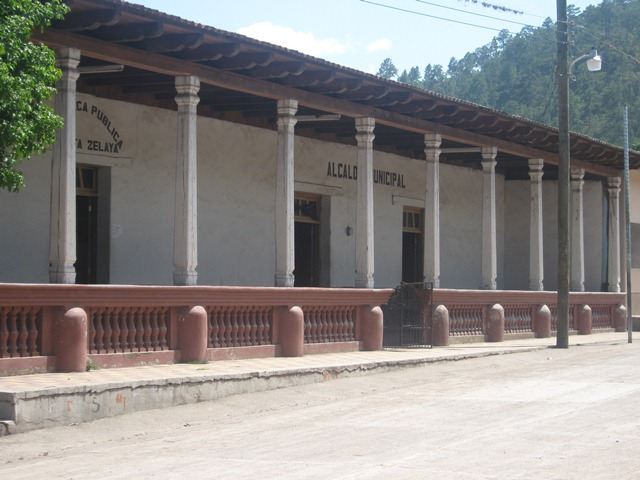
Cabildo de Salamá de Olancho.

La geografía de Olancho está compuesta por una serie de sierras montañosas que forman parte de la Cordillera Centroamericana. Entre éstas sobresalen: La Esperanza, Agalta y las montañas del Patuca, entre otras. El departamento también está compuesto de los valles de Guayape, Catacamas, Lepaguare, Agalta y Patuca bañados por los ríos Guayape, Tinto y Patuca.

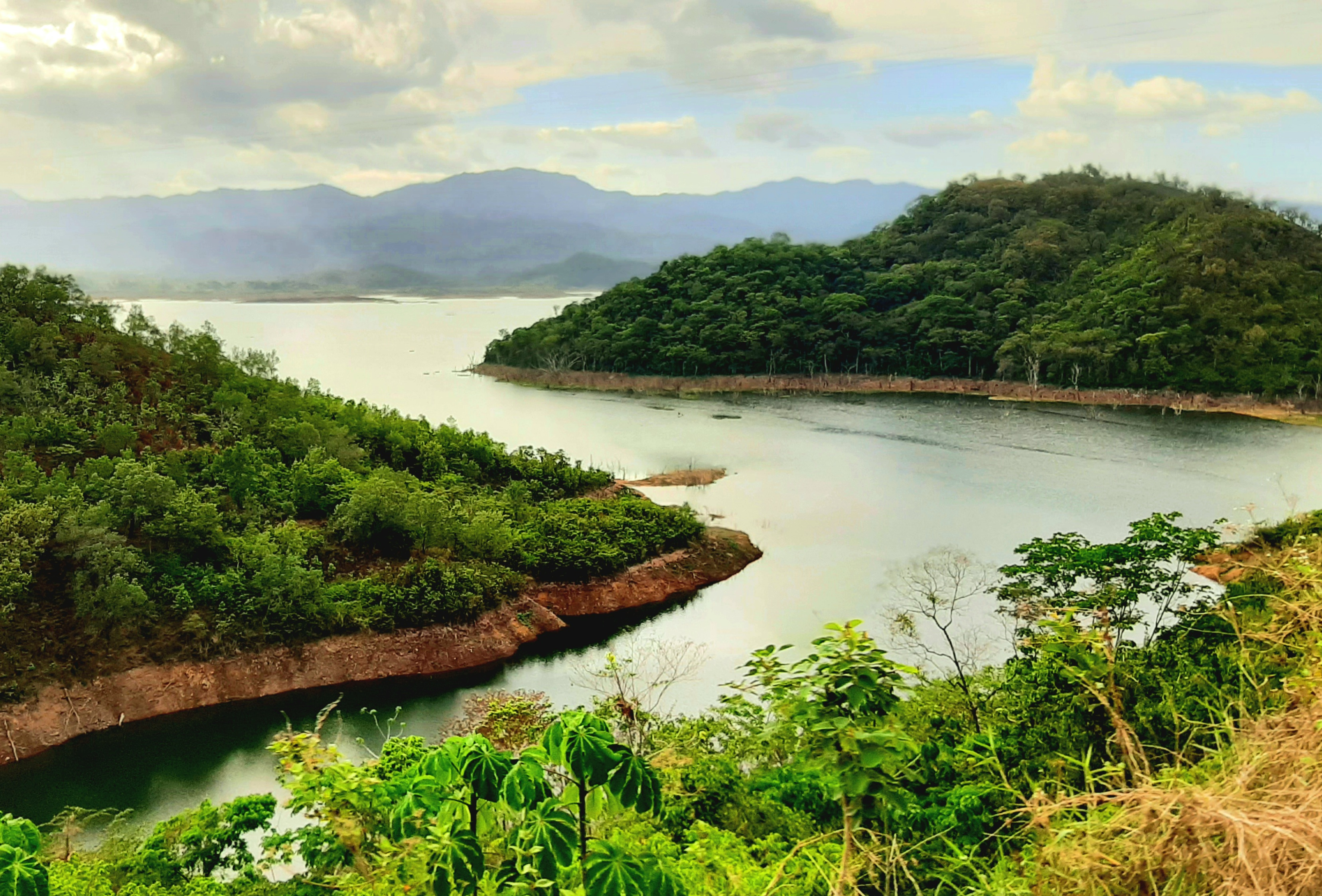
Central Hidroeléctrica Patuca 3.

## División administrativa

### Municipios
| Municipios del departamento de Olancho |                          |                                   |                  |
| Mapa con los municipios de Olancho     |                          |                                   |                  |
| No.                                    | Municipio                | Cabecera                          | Población (2020) |
| 1                                      | Campamento               | Campamento                        | 23 471           |
| 2                                      | Catacamas                | Catacamas                         | 133 896          |
| 3                                      | Concordia                | Concordia                         | 8 733            |
| 4                                      | Dulce Nombre de Culmí    | Dulce Nombre de Culmí             | 31 885           |
| 5                                      | El Rosario               | El Rosario                        | 4 334            |
| 6                                      | Esquipulas del Norte     | Esquipulas del Norte              | 12 614           |
| 7                                      | Gualaco                  | Gualaco                           | 23 355           |
| 8                                      | Guarizama                | Guarizama                         | 8 087            |
| 9                                      | Guata                    | Guata                             | 12 801           |
| 10                                     | Guayape                  | Guayape                           | 13 536           |
| 11                                     | Jano                     | Jano                              | 5 511            |
| 12                                     | Juticalpa                | Juticalpa                         | 152 711          |
| 13                                     | La Unión                 | La Unión                          | 8 310            |
| 14                                     | Mangulile                | Mangulile                         | 9 513            |
| 15                                     | Manto                    | Manto                             | 11 868           |
| 16                                     | Patuca                   | Froylán Turcios o Nueva Palestina | 28 307           |
| 17                                     | Salamá                   | Salamá                            | 8 101            |
| 18                                     | San Esteban              | San Esteban                       | 27 591           |
| 19                                     | San Francisco de Becerra | San Francisco de Becerra          | 11 005           |
| 20                                     | San Francisco de la Paz  | San Francisco de la Paz           | 20 910           |
| 21                                     | Santa María del Real     | Santa María del Real              | 15 556           |
| 22                                     | Silca                    | Silca                             | 8 256            |
| 23                                     | Yocón                    | Yocón                             | 13 120           |

## Turismo

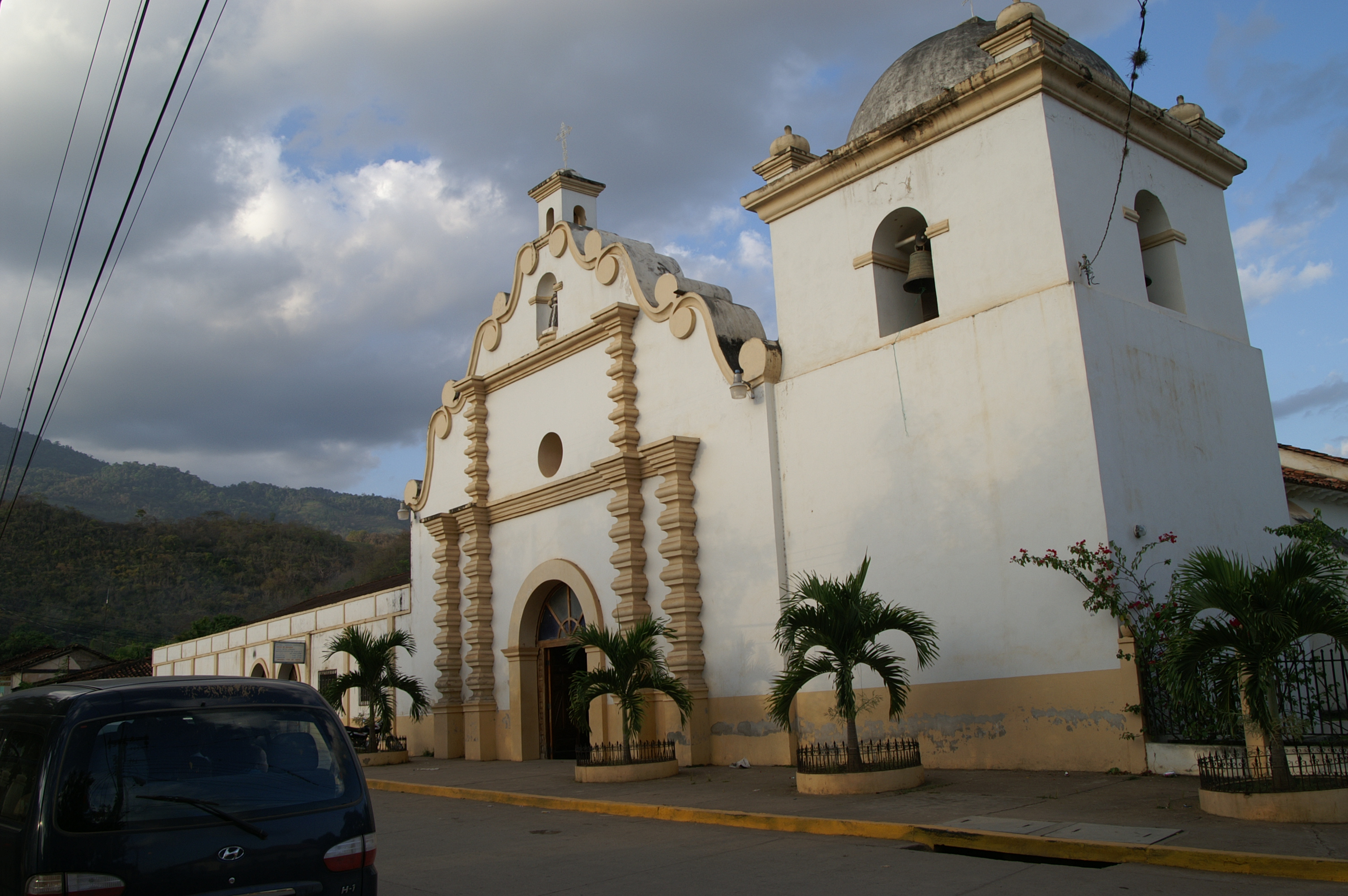
Iglesia colonial del poblado de Catacamas.

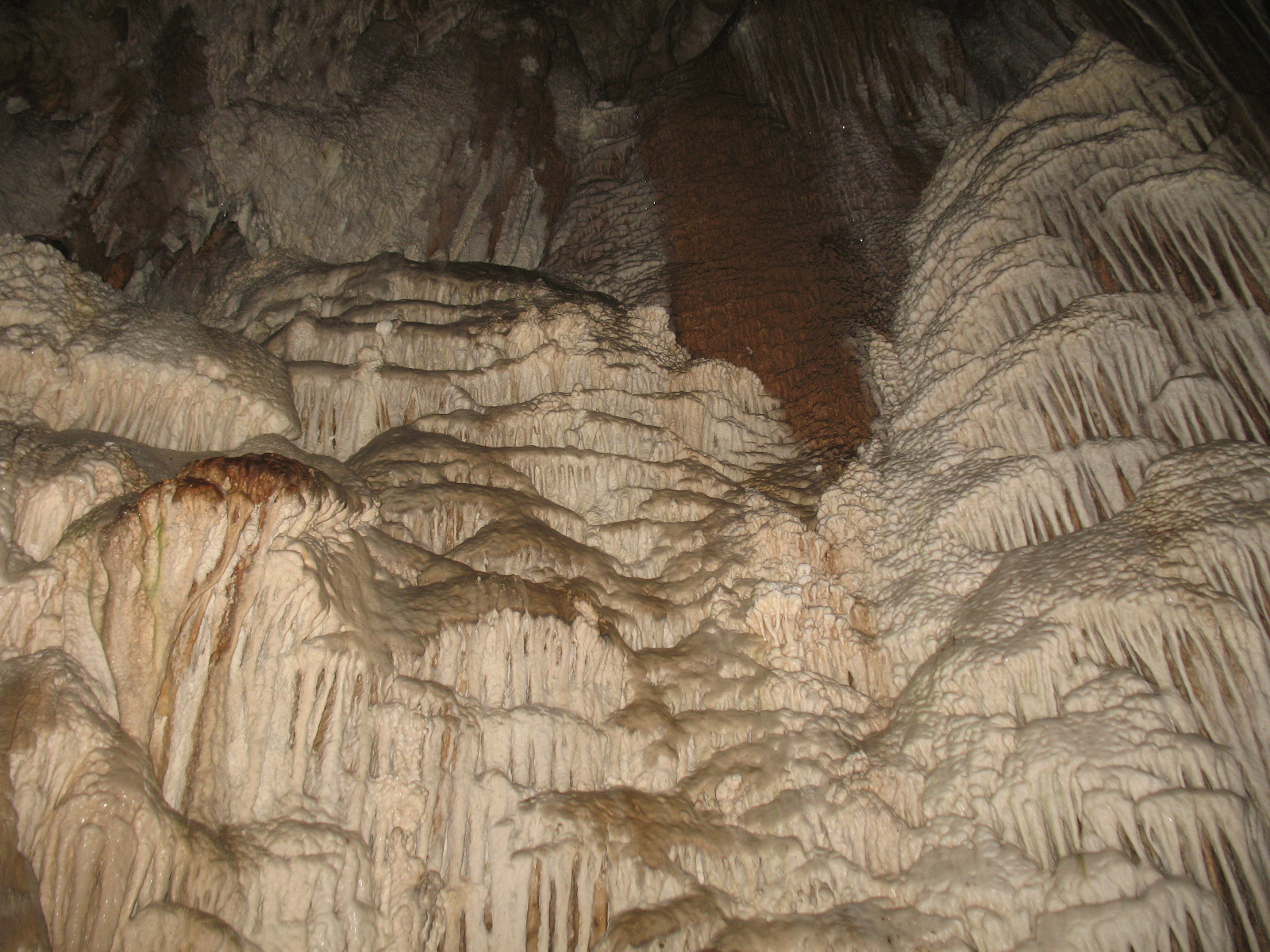
Cuevas de Talgua.

- Parte de la Reserva de la Biosfera de Río Plátano, se encuentra en territorio Olanchano.
- Parques nacionales de:
  - Patuca
  - Sierra de Agalta
  - La Muralla
  - El armado
- Cuevas de Talgua (Catacamas)
- El Boquerón

## Comunicación
Olancho se comunica vía terrestre con el resto del país a través de la carretera principal que comienza desde la ciudad de Catacamas con dirección a Tegucigalpa. Este trayecto es de aproximadamente 215 km.
Además, de esta carretera, Olancho está unida a la costa norte de Honduras por medio de la carretera que conduce al municipio de San Esteban. Esta continúa a través de Bonito Oriental hasta llegar a la carretera que une a la ciudad de Trujillo con el puerto de La Ceiba.
También existe comunicación terrestre, entre el municipio de La Unión y Olanchito, departamento de Yoro, a través de los pueblos del norte.

## Economía
La actividad económica del departamento de Olancho se basa en la agricultura, la ganadería con cría de ganado vacuno, porcino y equino y la explotación de madera, rubro para el que posee grandes aserraderos en todo el departamento. Sus principales cultivos son: maíz, café, frijoles, maicillo, soya, arroz y tomates.

## Diputados
El departamento de Olancho está representado ante el Congreso Nacional de Honduras por 7 diputados:
| Diputado         | Partido                |
| ---------------- | ---------------------- |
| Rafael Sarmiento | Libertad y Refundación |
| Arminda Urtecho  | Libertad y Refundación |
| Leonardo Amador  | Libertad y Refundación |
| Reinaldo Sánchez | Partido Nacional       |
| Carlos Cano      | Partido Nacional       |
| Teresa Cálix     | Partido Nacional       |
| Samuel García    | Partido Liberal        |

## Personalidades de Olancho
- Juan de Grijalva (f. 1527)
- Froylán Turcios (escritor y poeta)
- Manuel Bonilla (presidente de Honduras y fundador del Partido Nacional de Honduras).
- José Manuel Zelaya Rosales (Presidente de Honduras en el periodo: 2006-2009).
- Porfirio Lobo Sosa (Presidente de Honduras en el periodo: 2010-2014).
- Clementina Suárez (poeta y escritora, 1902-1991).
- Héctor Figueroa (N. 1994)
- Serapio Romero

| Noroeste: Yoro                           | Norte: Colón                | Nordeste: Colón Gracias a Dios       |
| Oeste: Departamento de Francisco Morazan |                             | Este: Departamento de Gracias a Dios |
| Suroeste: El Paraíso                     | Sur: República de Nicaragua | Sureste: República de Nicaragua      |